# Нильский гусь
Нильский гусь или египетский гусь (лат. Alopochen aegyptiaca), — вид водоплавающих птиц семейства утиных, единственный существующий в настоящее время представитель рода нильских гусей (Alopochen).

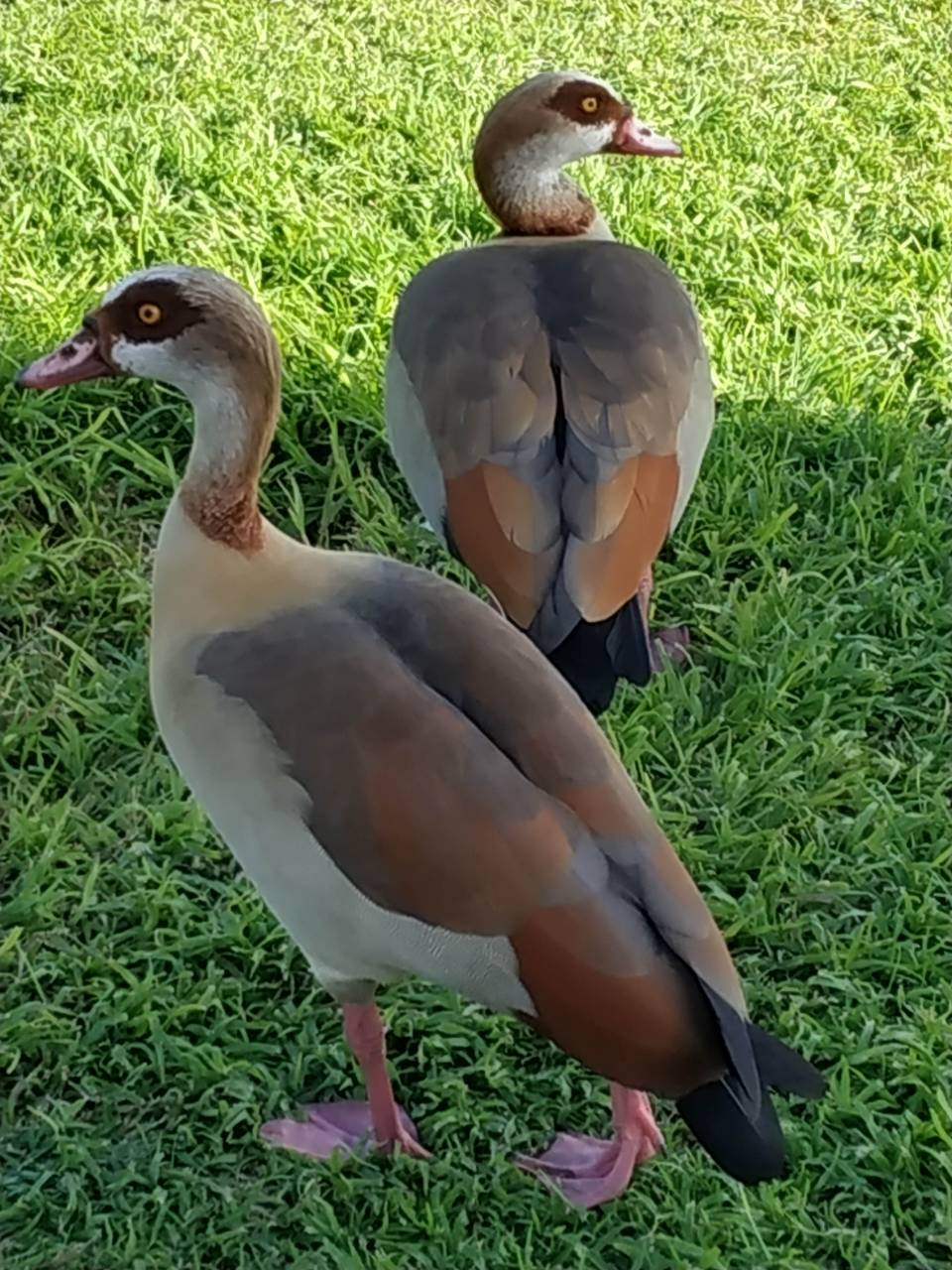
Пара нильских гусей

Эта разновидность гусей 63‒73 см длиной широко распространена в Африке (кроме пустынь и густых лесов). Наибольшие популяции — в Нильской Долине и к югу от Сахары. В Великобритании и Нидерландах есть самоподдерживающиеся дикие популяции — потомство завезённых в XVIII веке особей. Внесен в единый список инвазивных видов ЕС. В связи с этим запрещён ввоз, пересылка, разведение, торговля и выпуск этих птиц в дикую природу на всей территории Евросоюза.
Нильский гусь в основном живёт на земле, но нередко селится на деревьях или зданиях. Птица хорошо плавает, в полёте выглядит тяжелой, более похожей на гуся нежели на утку, что объясняет её название. Гнёзда могут создавать в различных местах, предпочитают дупла деревьев. Половой диморфизм выражен слабо: оперение у самцов и самок одинаковое, но самцы несколько больше самок. Питается семенами, листьями, травой, иногда едят саранчу, червей.
Нильский гусь считался священным животным у древних египтян.

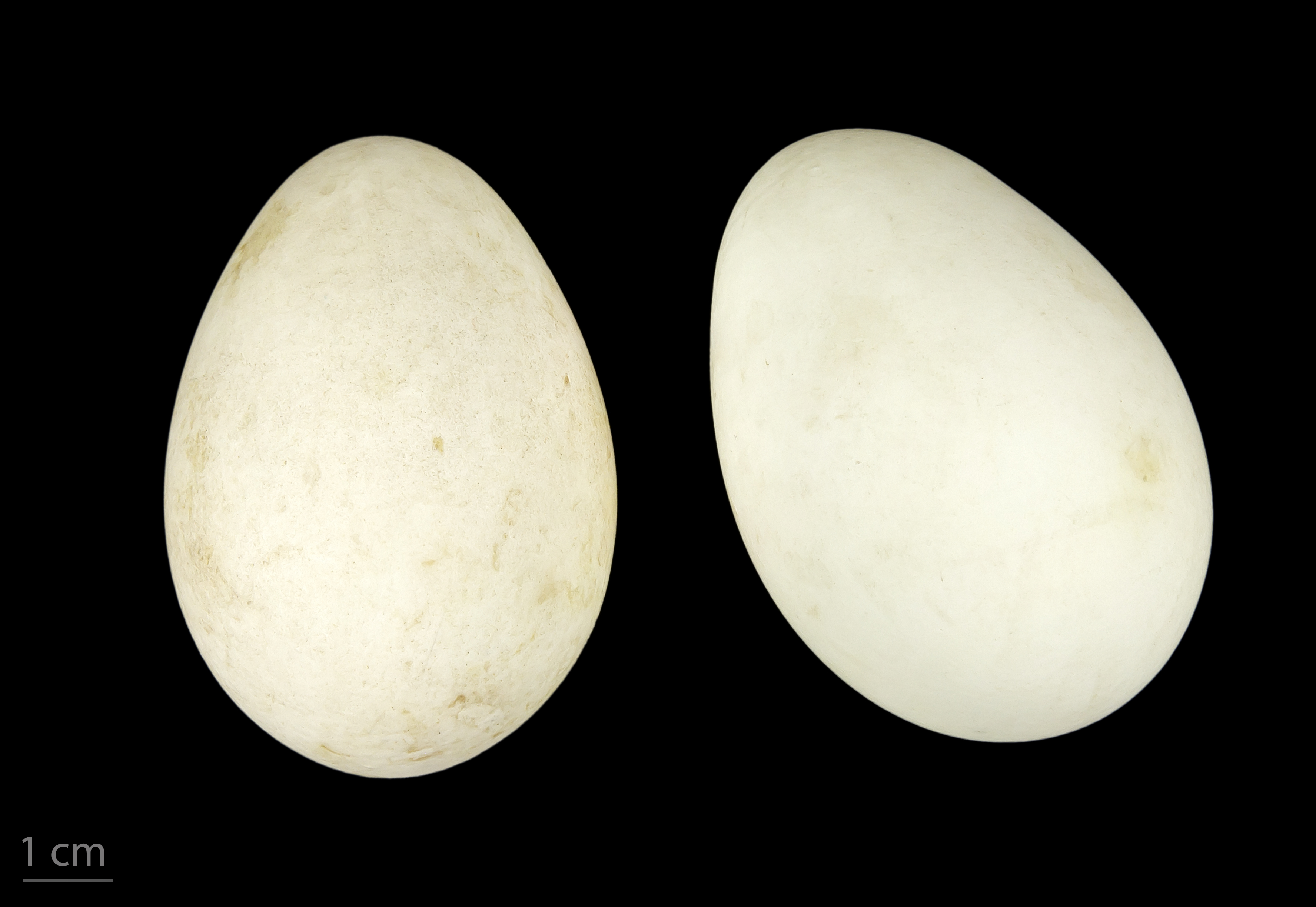
Яйцо Alopochen aegyptiaca — Тулузский музей

## Систематика
Кроме нильского гуся, в род Alopochen включают 2‒3 вида, которые вымерли за последнюю тысячу лет:
- † Alopochen mauritiana
- † Alopochen sirabensis
- † Alopochen kervazoi